# رومانو سیون
رومانو سیون (انگلیسی: Romano Sion؛ زادهٔ ۹ ژوئن ۱۹۷۱) بازیکن سابق فوتبال اهل هلند است که در پست مهاجم بازی می‌کرد.
در دوران حرفه‌ای ۱۵ ساله‌اش، او در مجموع ۱۰۹ بازی و ۲۸ گل در لیگ برتر فوتبال هلند در ۷ فصل که ۳ سال آن با خرونینگن بود، به ثمر رساند.